# 단순 가군
환론에서 단순 가군(單純加群, 영어: simple module)은 그 부분가군이 자신 또는 0밖에 없는 가군이다. 즉, 0이 아닌 원소 하나만으로 생성되는 부분가군이 항상 전체 가군과 같은 경우다.

## 정의
환 {\displaystyle R}의 오른쪽 가군 {\displaystyle M}에 대하여, 다음 조건들이 서로 동치이며, 이를 만족시키는 오른쪽 가군 {\displaystyle M}을 단순 오른쪽 가군(영어: simple right module)이라고 한다.
- {\displaystyle M}은 정확히 두 개의 부분 {\displaystyle R}-가군을 갖는다. (이들은 영가군 {\displaystyle \{0\}} 및 {\displaystyle M} 전체이다.)
- {\displaystyle M}의 길이가 1이다.
- {\displaystyle M}은 영가군이 아니며, 임의의 {\displaystyle m\in M\setminus \{0\}}에 대하여 순환 가군(영어: cyclic module) {\displaystyle (m)=M}이다.
- {\displaystyle M\cong R/{\mathfrak {m}}}인 극대 오른쪽 아이디얼 {\displaystyle {\mathfrak {m}}\subset R}가 존재한다.

왼쪽 가군에 대해서도 마찬가지 정의를 내릴 수 있다.

## 기약 표현
군 표현은 체를 계수로 하는 군환에 대한 가군이다. 즉, {\displaystyle G}가 군이고, {\displaystyle V}가 체 {\displaystyle k}에 대한 벡터 공간이라면, 표현 {\displaystyle G\to \operatorname {GL} (V)}는 군환 {\displaystyle k[G]}에 대한 가군과 같다. 이 경우, 가군으로서 단순 가군인 군 표현을 기약 표현(irreducible representation)이라고 한다. 즉, 기약표현은 (자신 또는 0차원 표현을 제외한) 부분표현을 가지지 않는 표현이다.

## 예
영가군은 정의에 따라 단순 가군이 아니다.
단순 {\displaystyle \mathbb {Z} }-가군은 소수 크기의 순환군 {\displaystyle \mathbb {Z} /(p)}이다.

## 같이 보기
- 반단순 가군